# Táncfilm (film)
A Táncfilm (eredeti cím: Dance Flick) 2009-ben bemutatott amerikai zenés filmvígjáték, amelyet Damien Dante Wayans rendezett (rendezői debütálásaként). A Wayans család számos tagja közreműködött a filmben, alkotóként vagy színészként. 
A film bemutatóját az Egyesült Államokban 2009. február 6-ra tűzték ki, amelyet később 2009. május 22-re módosítottak.

## Cselekmény
A külvárosi lány, Megan White (Shoshana Bush) számos szerencsétlenségbe keveredik, amikor a belvárosba költözik és táncolni kezd. A stréber utcagyerek, Thomas Uncles (Damon Wayans Jr.) szenvedélyesen szereti az utcai táncot, de egy bandavezérnek (David Alan Grier) kell dolgoznia.
Megan később összebarátkozik Thomas gettó-húgával, Charityvel (Essence Atkins), akinek van egy kisbabája, de rossz szülői képességekkel rendelkezik. Charitynek megvannak a saját problémái, gyermekének szintén rossz szülői képességekkel rendelkező, félnótás apjával (Shawn Wayans). Miután Megan és Thomas több időt töltenek együtt, táncpartnerek lesznek és egymásba szeretnek.

## Szereplők
- Shoshana Bush – Megan White
- Damon Wayans Jr. – Thomas Uncles
- Essence Atkins – Charity Uncles
- Affion Crockett – A-Con
- Shawn Wayans – baba apuka
- Amy Sedaris – Ms. Cameltoé
- David Alan Grier – Cukormackó
- Chelsea Makela – Tracy Transfat
- Chris Elliott – Ron White (Megan apukája)
- Brennan Hillard – Jack
- Lochlyn Munro – Az edző (Jack apja)
- Christina Murphy – Nora
- Marlon Wayans – Mr. Moody
- Kim Wayans – Ms. Dontwannabebothered
- Keenen Ivory Wayans – Mr. Stache
- Craig Wayans – Truck
- Ross Thomas – Tyler Gage
- George Gore II – Ray Charles
- Tichina Arnold – Aretha Robinson (Ray anyukája)
- Lauren Bowles – Glynn White (Megan anyukája)
- Sufe Bradshaw – Keloid
- Andrew McFarlane – D.
- Casey Lee – beépített zsaru
- Chaunté Wayans – ingyen tankoló gyalogos

## Bemutató és bevételi adatok
A nyitóhétvégén (május 22-24.) a film a top 10-ben az 5. helyen végzett 10 643 536 dollárral, 2450 moziban.

## Fordítás
- Ez a szócikk részben vagy egészben  a   Dance Flick című angol Wikipédia-szócikk fordításán alapul.  Az eredeti cikk szerkesztőit annak laptörténete sorolja fel. Ez a jelzés csupán a megfogalmazás eredetét és a szerzői jogokat jelzi, nem szolgál a cikkben szereplő információk forrásmegjelöléseként.